# طرح‌بندی خودروها
چیدمان وسایل نقلیه موتوری اغلب با موقعیت موتور و چرخ‌های محرک مشخص می‌شود.
طرح‌بندی را تقریباً می‌توان به سه دسته کلی تقسیم کرد: چرخ جلو محرک، چرخ عقب محرک و چهار چرخ محرک.

## طرح‌های چرخ جلو

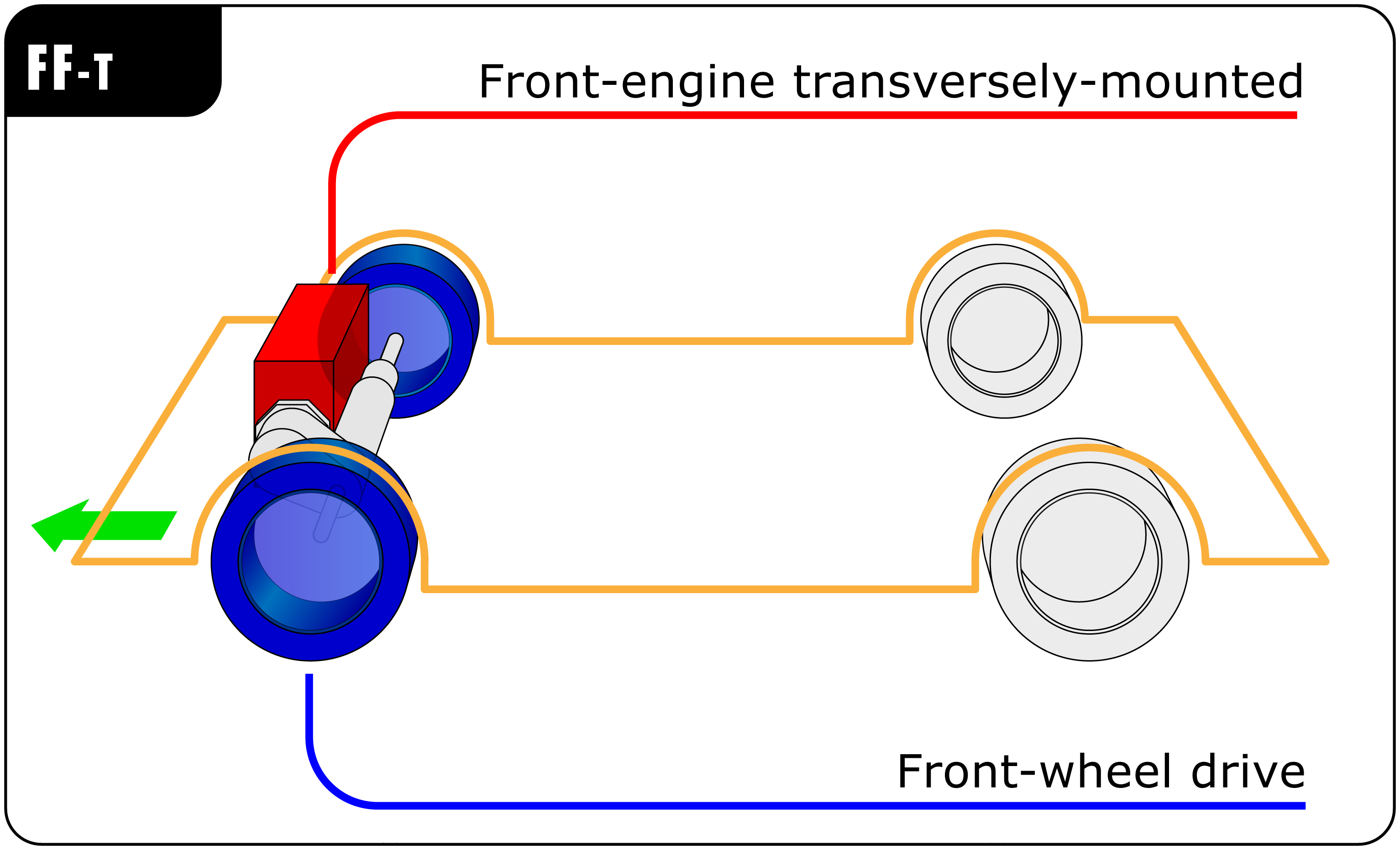
طرح FF

### موتور جلو، محور جلو
طرح موتور جلو و چرخ جلو (با اختصار طرح FF) هم موتور احتراق داخلی و هم چرخ‌های محرک را در جلوی خودرو قرار می‌دهد. این متداول‌ترین طرح برای خودروها از اواخر قرن بیستم است.

### موتور وسط، چرخ جلو محرک
بعضی از اتومبیل‌های اولیه چرخ جلو از دهه ۱۹۳۰ دارای موتور قرار گرفته در وسط ماشین بودند.

### موتور عقب، چرخ جلو
طرح موتور عقب، چرخ دیفرانسیل جلو، چیدمانی است که در آن موتور بین یا پشت چرخ‌های عقب قرار دارد و چرخ‌های جلو را از طریق یک میل گاردان به حرکت درمی‌آورد. این طرح فقط در نمونه‌های اولیه و اتومبیل‌های مفهومی استفاده شده‌است.

## چیدمان‌های چرخ عقب

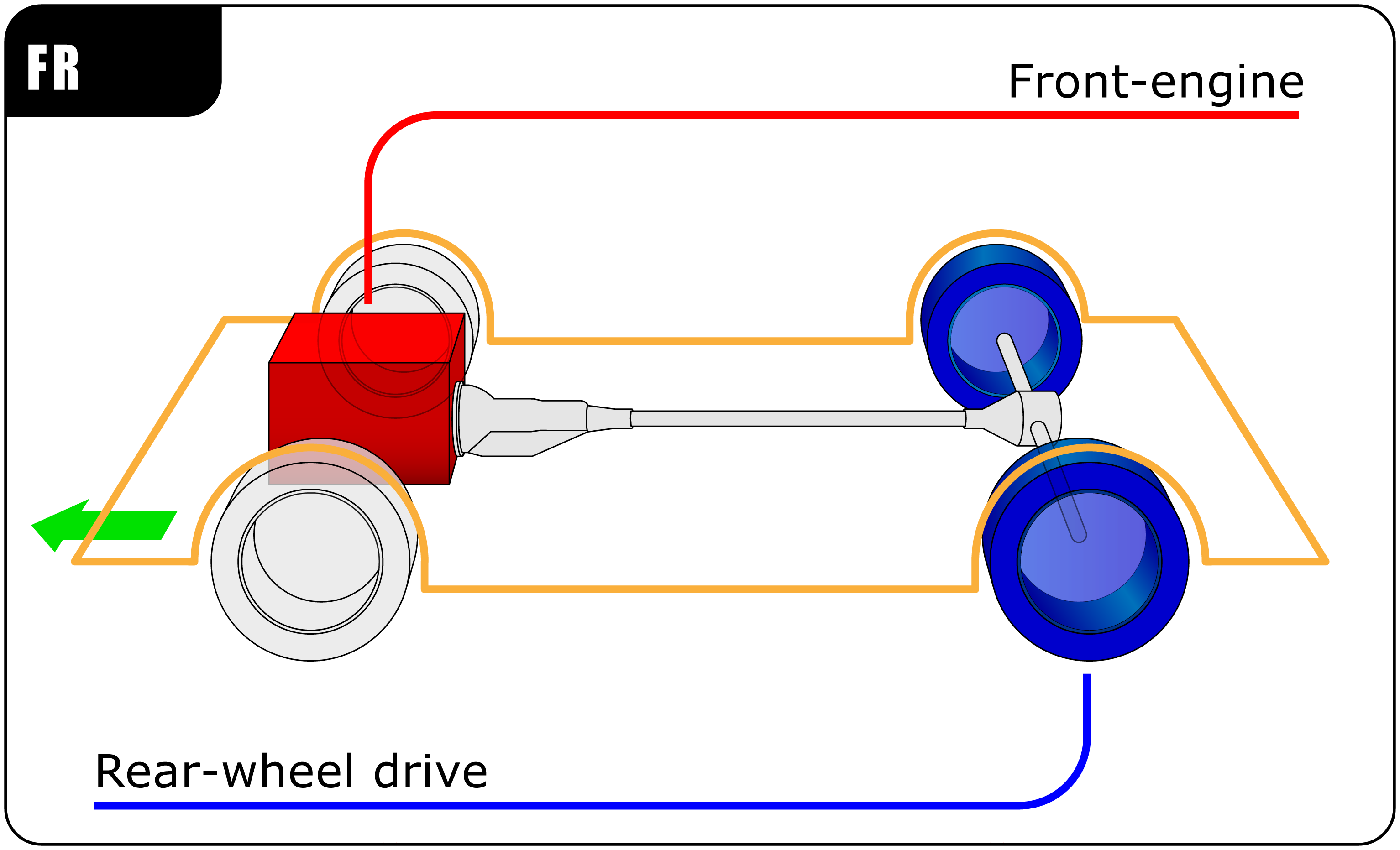
طرح FR

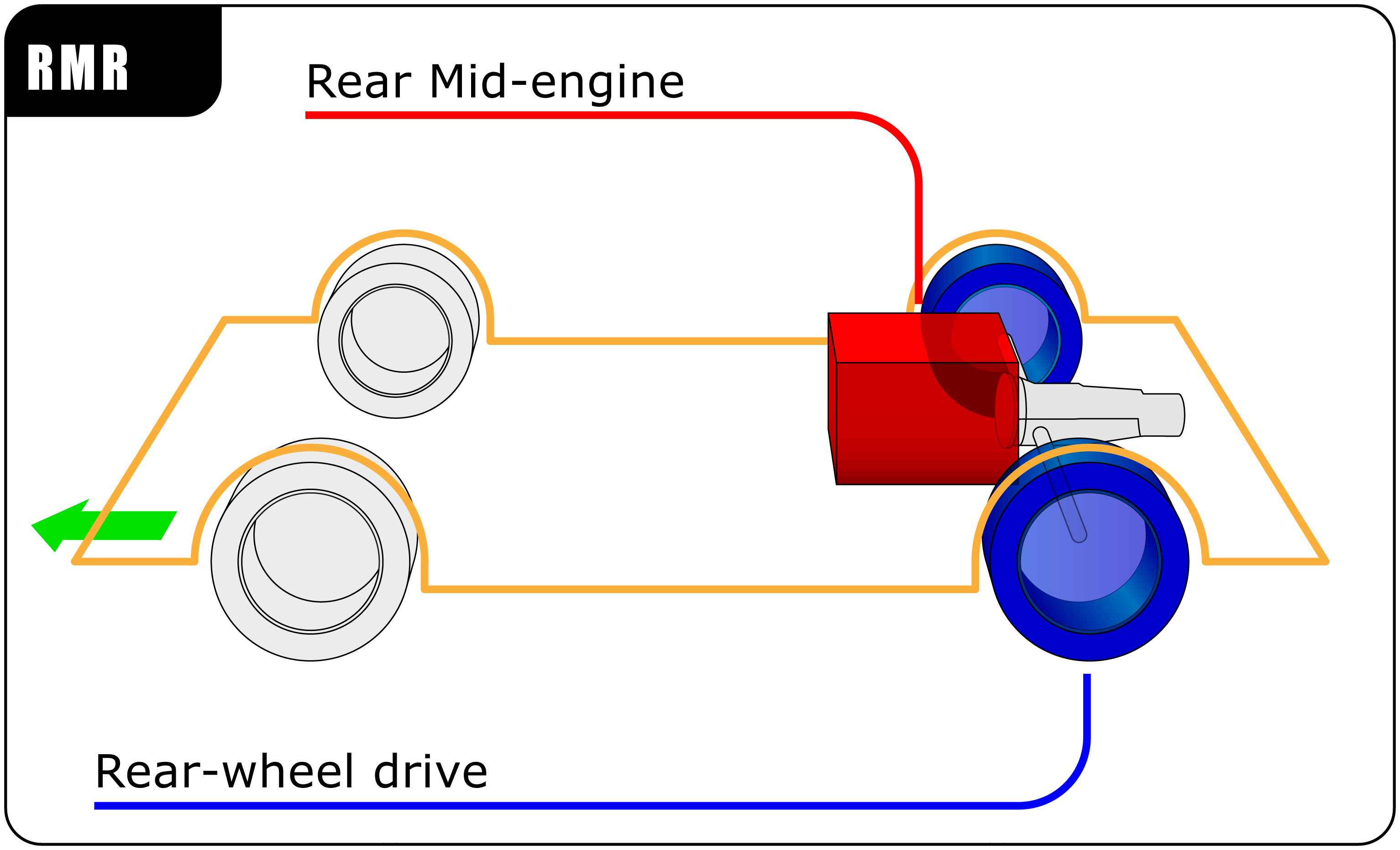
طرح MR

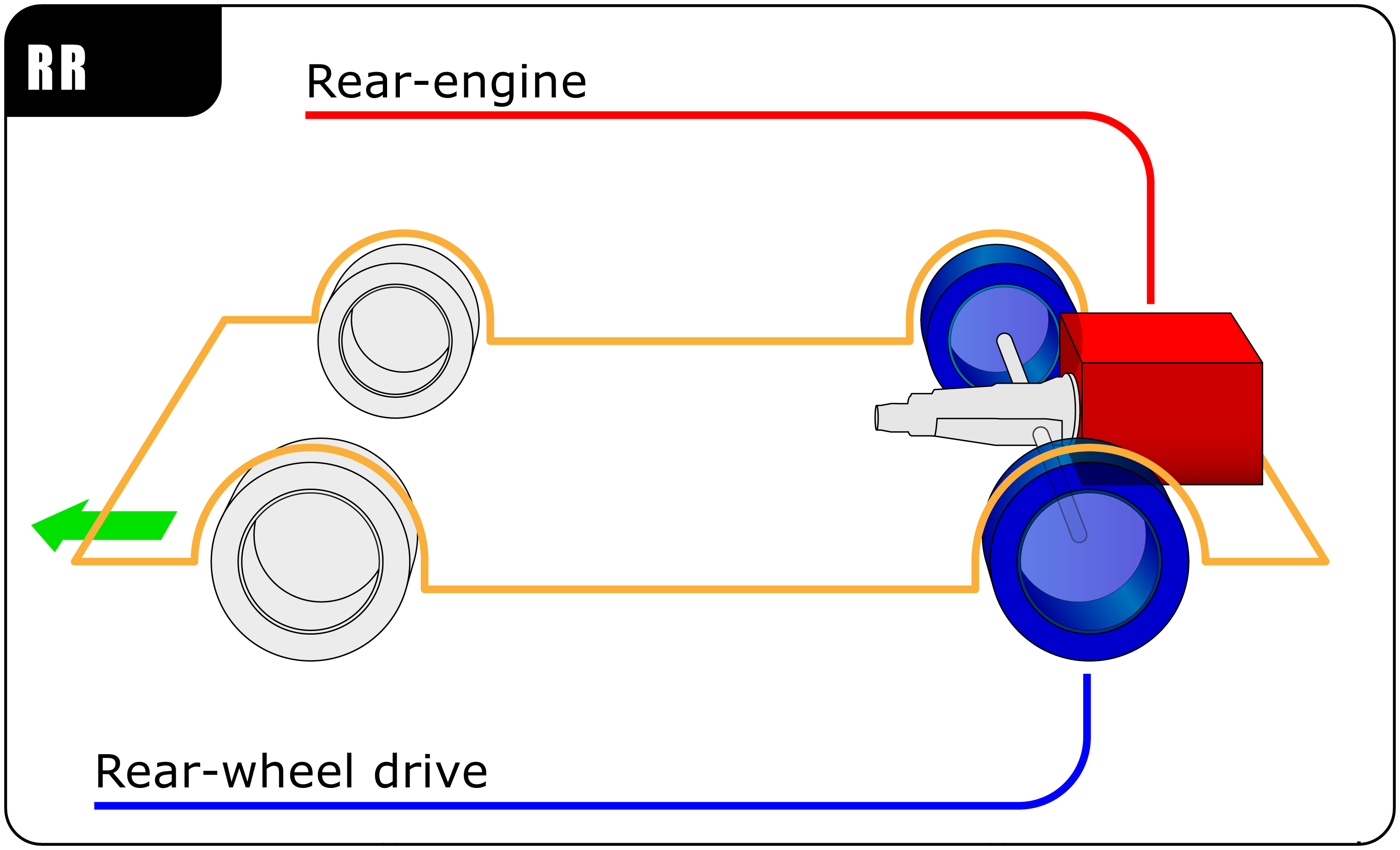
طرح RR

### موتور جلو، چرخ عقب محرک
طرح موتور جلو و چرخ عقب (که به اختصار طرح FR می‌آید) طرحی است که موتور در جلوی خودرو قرار دارد و چرخ‌های محرک در عقب قرار دارند. این طرح سنتی چیدمان خودرو در قرن بیستم بود و همچنان متداول‌ترین طرح برای وسایل نقلیه دیفرانسیل عقب است.

### موتور وسط، چرخ عقب محرک
طرح موتور میانی و چرخ عقب (به اختصار طرح MR) طرحی است که چرخ‌های عقب توسط موتوری که درست در جلوی چرخ‌ها قرار دارد به حرکت در می‌آید. برخلاف طرح RR موتور عقب، مرکز جرم موتور در جلوی محور عقب قرار دارد. این طرح به‌طور معمول برای لحظه کم اینرسی و توزیع وزن نسبتاً مطلوب آن انتخاب می‌شود.

### موتور عقب، چرخ عقب محرک
طرح موتور عقب و چرخ عقب (که به اختصار طرح RR گفته می‌شود) موتور و چرخ‌های محرک را در عقب خودرو قرار می‌دهد. برخلاف طرح MR، مرکز جرم موتور بین محور عقب و سپر عقب قرار دارد. این طرح در اتوبوس‌های امروزی رایج است. پورشه ۹۱۱ از سال ۱۹۶۳ به دلیل استفاده مداوم از طرح RR مشهور است.

## طرح چهار چرخ متحرک

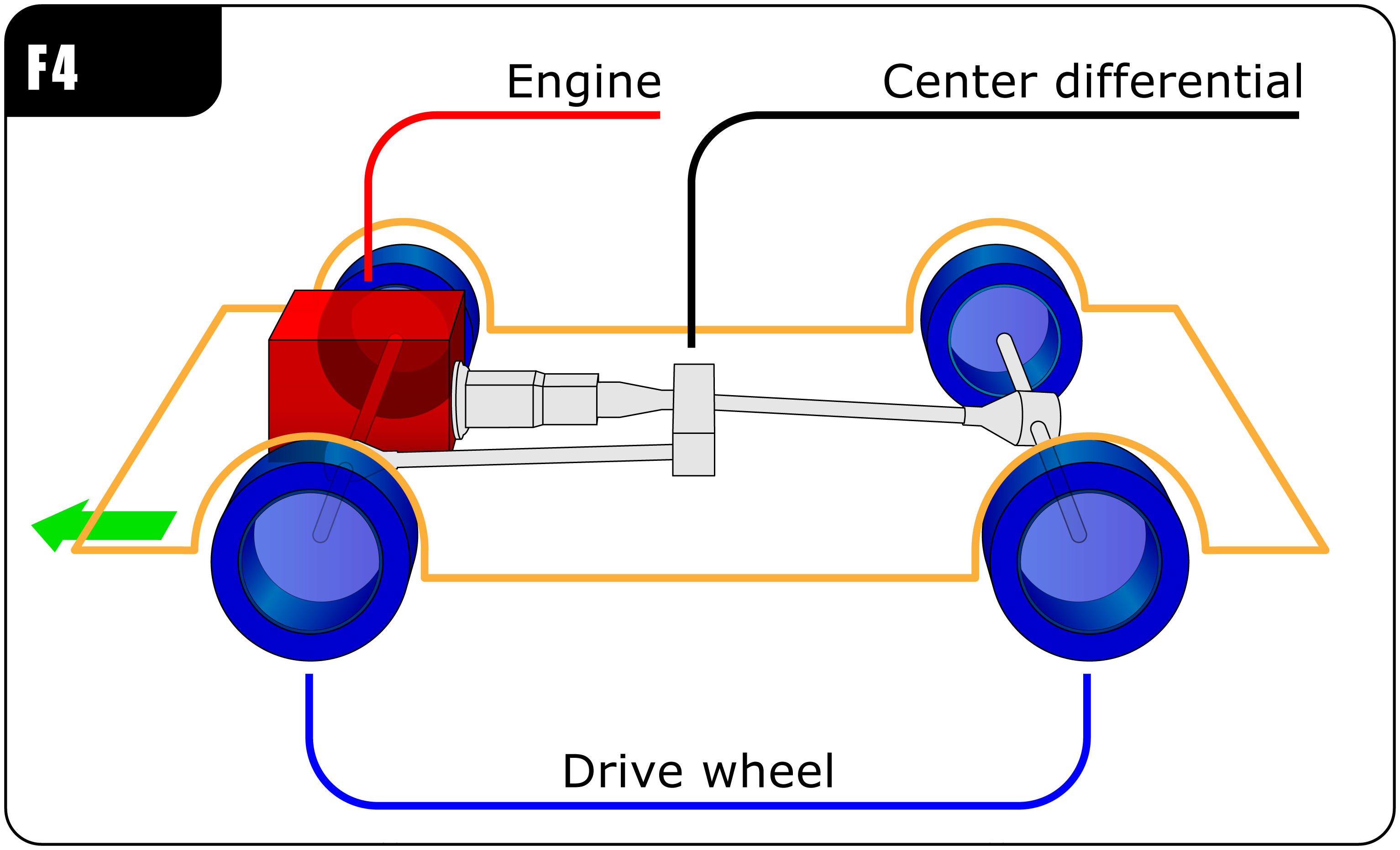
طرح F4

به پیشرانه‌هایی که می‌توان نیرو را به هر چهار چرخ ارسال کرد، چهار چرخ محرک (4WD) یا تمام چرخ متحرک (AWD) گفته می‌شود.

### موتور جلو، چهار چرخ محرک
چیدمان پیشرانه و چهار چرخ محرک (که به اختصار چیدمان F4 نامیده می‌شود) موتور را در جلوی خودرو قرار می‌دهد و چهار چرخ را به حرکت درمی‌آورد. این طرح به‌طور معمول برای کنترل بهتر در بسیاری از سطوح انتخاب می‌شود. این طرح در خودروهای مسابقات رالی و همچنین رانندگی خارج از جاده مناسب است.

### موتور وسط، چهار چرخ محرک
طرح موتور وسط چهار چرخ متحرک (به اختصار طرح M4) موتور را در وسط خودرو، بین هر دو محور قرار می‌دهد و موتور هر چهار چرخ جاده را به حرکت درمی‌آورد.

### موتور عقب، چهار چرخ محرک

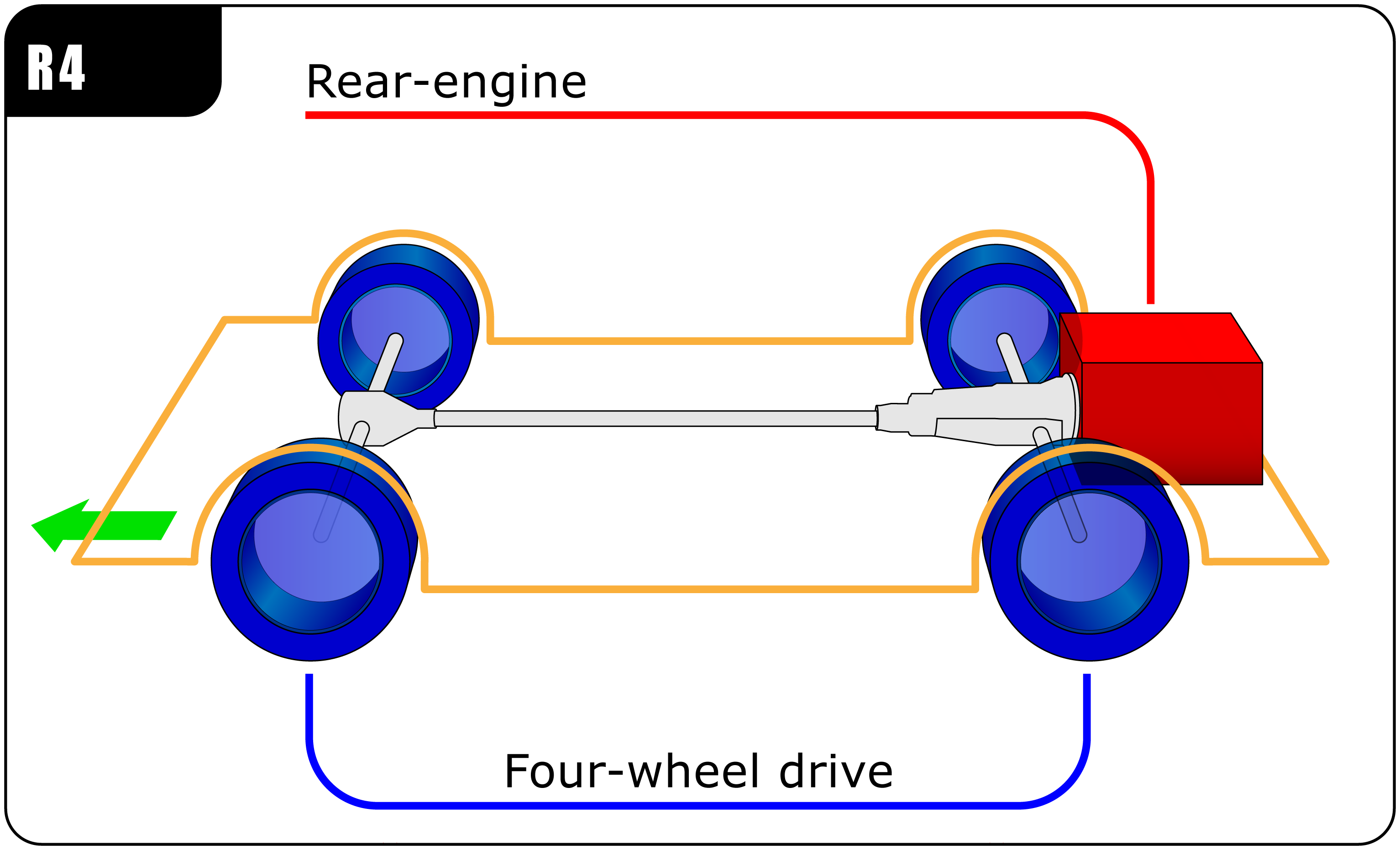
طرح R4، موتور در پشت محور عقب قرار دارد.

طرح پیشرانه چهار چرخ متحرک (به اختصار R4) موتور را در عقب خودرو قرار می‌دهد و چهار چرخ را به حرکت درمی‌آورد.
این طرح به‌طور معمول برای بهبود چسبندگی استفاده می‌شود. به عنوان مثال، پورشه برای مدل ۹۱۱ در سال ۱۹۸۹، پیشرانه تمام چرخ - موتور عقب را به تولیداتش اضافه کرد.